# Un lugar que nunca muere vol. 2
Un lugar que nunca muere vol. 2 es un álbum en vivo de la banda argentina de heavy metal O'Connor, grabado el día 20 de febrero de 2011, en el café-concert La Trastienda Club y producido por su bajista Hernán García a través de su productora Gatubio. El disco funcionó a modo de relanzamiento del álbum descatalogado Yerba mala nunca muere, ya que contiene los mismos tracks pero reversionados en vivo.

## Lista de canciones
| N.º | Título                   | Duración |  |
| 1.  | «Caníbal»                |          |  |
| 2.  | «Inservible por decreto» |          |  |
| 3.  | «La gran 7»              |          |  |
| 4.  | «Corta vida»             |          |  |
| 5.  | «Hasta dónde quieren ir» |          |  |
| 6.  | «Atrapado en la red»     |          |  |
| 7.  | «El humo de la verdad»   |          |  |
| 8.  | «Arruinándolo todo»      |          |  |
| 9.  | «La sopa del Diablo»     |          |  |
| 10. | «El cuetazo del cabrón»  |          |  |
| 11. | «Imbécil reporte»        |          |  |